# Наприкінці дня (фільм)
«Наприкінці дня» (англ. The Remains of the Day) — британсько-американська мелодрама режисера Джеймса Айворі, що вийшла 1993 року. У головних ролях Ентоні Гопкінс, Емма Томпсон, Джеймс Фокс. Стрічку створено на основі однойменного роману Кадзуо Ісіґуро.
Уперше фільм продемонстрували 5 листопада 1993 року у США та Канаді. В Україні у широкому кінопрокаті фільм не показувався.

## Синопсис
Містер Джеймс Стівенс все життя працює дворецьким у Дарлінґтон Голл, маєтку лорда Дарлінґтона. Для Стівенса не існує нічого, що змусить зрадити ідеалам своєї роботи і він віддає всього себе служінню. Проте одного дня у маєтку з'являється нова економка Сара Кентон.

## Творці фільму

### У ролях
| Актор             | Роль                                             |
| ----------------- | ------------------------------------------------ |
| Ентоні Гопкінс    | Джеймс Стівенс, дворецький                       |
| Емма Томпсон      | Сара Кентон, економка                            |
| Джеймс Фокс       | Дарлінґтон, лорд                                 |
| Крістофер Рів     | Трент Льюїс, колишній американський конгресмен   |
| Пітер Вон         | Вільям Стівенс                                   |
| Г'ю Грант         | Реджинальд Кардинал, похресник лорда Дарлінґтона |
| Тім Піготт-Сміт   | містер Том Бенн                                  |
| Майкл Лонсдейл    | Дюпон д'Іврі                                     |
| Пол Коплі         | Гаррі Сміт                                       |
| Бен Чаплін        | Чарлі                                            |
| Руперт Вансіттарт | сер Джеффрі Рен                                  |
| Патрік Ґодфрі     | Спенсер                                          |
| Ліна Гіді         | Ліззі                                            |
| Френк Шеллі       | Невілл Чемберлен                                 |
| Вольф Калер       | Йоахім фон Ріббентроп                            |

### Творча група
- Кінорежисер — Джеймс Айворі
- Сценарист — Рут Правер Джабвала
- Кінопродюсери — Джон Коллі, Ісмаїл Мерчант і Майк Ніколс
- Виконавчий продюсер — Пол Бредлі
- Композитор — Річард Роббінс
- Кінооператор — Тоні Пірс-Робертс
- Кіномонтаж — Едрю Маркус
- Підбір акторів — Селеста Фокс
- Художник-постановник — Лучіана Аррігі
- Артдиректор — Джон Ральф
- Художники-костюмери — Дженні Бивен і Джон Брайт[12].

## Сприйняття

### Оцінки
Фільм отримав схвальні відгуки: Rotten Tomatoes дав оцінку 97 % на основі 38 відгуків від критиків (середня оцінка 8,4/10) і 90 % від глядачів зі середньою оцінкою 3,8/5 (23 765 голоси). Загалом на сайті фільми має схвальні оцінки, фільму зарахований «стиглий помідор» від кінокритиків і «попкорн» від глядачів, Internet Movie Database — 7,9/10 (43 794 голоси), Metacritic — 84/100 (11 відгуків критиків) і 8,9/10 від глядачів (27 голосів). Загалом на цьому ресурсі від критиків і від глядачів фільм отримав схвальні відгуки.

### Касові збори
Під час показу у США, що розпочався 5 листопада 1993 року, протягом першого тижня фільм показали у 94 кінотеатрах і він зібрав 1 528 982 $, що на той час дозволило йому зайняти 13 місце серед усіх прем'єр. Фільм зібрав у прокаті у США 23 237 911 доларів США (за іншими даними 22 954 968 $), а у решті світу 41 000 000 $, тобто загалом 63 954 968 доларів США при бюджеті 15 млн доларів США.

### Нагороди і номінації
Стрічка отримала 47 номінацій, з яких перемогла у 15-ох.
| Нагороди і номінації фільму «Наприкінці дня» | Нагороди і номінації фільму «Наприкінці дня» | Нагороди і номінації фільму «Наприкінці дня» | Нагороди і номінації фільму «Наприкінці дня» | Нагороди і номінації фільму «Наприкінці дня» |
| Рік                                          | Нагорода                                     | Категорія                                    | Номінант                                     | Результат                                    |
| -------------------------------------------- | -------------------------------------------- | -------------------------------------------- | -------------------------------------------- | -------------------------------------------- |
| 1994                                         | 66-та церемонія вручення нагороди «Оскар»    | Найкращий актор                              | Ентоні Гопкінс                               | Номінація                                    |
| 1994                                         | 66-та церемонія вручення нагороди «Оскар»    | Найкраща акторка                             | Емма Томпсон                                 | Номінація                                    |
| 1994                                         | 66-та церемонія вручення нагороди «Оскар»    | Найкращий художник-постановник               | Лучіана Аррігі і Ян Віттакер                 | Номінація                                    |
| 1994                                         | 66-та церемонія вручення нагороди «Оскар»    | Найкращий дизайн костюмів                    | Дженні Бивен і Джон Брайт                    | Номінація                                    |
| 1994                                         | 66-та церемонія вручення нагороди «Оскар»    | Найкращий режисер                            | Джеймс Айворі                                | Номінація                                    |
| 1994                                         | 66-та церемонія вручення нагороди «Оскар»    | Найкраща музика до фільму                    | Річард Роббінс                               | Номінація                                    |
| 1994                                         | 66-та церемонія вручення нагороди «Оскар»    | Найкращий фільм                              | стрічка                                      | Номінація                                    |
| 1994                                         | 66-та церемонія вручення нагороди «Оскар»    | Найкращий адаптований сценарій               | Рут Правер Джабвала                          | Номінація                                    |
| 1994                                         | Премія БАФТА                                 | за найкращу головну чоловічу роль            | Ентоні Гопкінс                               | Перемога                                     |
| 1996                                         | Премія «Роберт»                              | Найкращий іноземний фільм                    | стрічка                                      | Перемога                                     |

## Виноски
1. ↑  http://www.imdb.com/title/tt0107943/
2. ↑  http://www.the-numbers.com/movie/Remains-of-the-Day-The
3. ↑  http://www.filmaffinity.com/es/film559049.html
4. 1 2 3 4  http://www.allocine.fr/film/fichefilm_gen_cfilm=9311.html
5. 1 2  http://stopklatka.pl/film/okruchy-dnia
6. 1 2 3 4 5 6 7 8  http://www.imdb.com/title/tt0107943/fullcredits
7. 1 2 3 4  ČSFD — 2001.
8. 1 2  The Remains of the Day: Release Info (англ.). Internet Movie Database. Архів оригіналу за 18 серпня 2013. Процитовано 14 січня 2016.
9. 1 2 3 4 5 6  The Remains of the Day (1993) (англ.). The Numbers. Архів оригіналу за 17 грудня 2015. Процитовано 14 січня 2016.
10. 1 2  The Remains of the Day (англ.). Box Office Mojo. Архів оригіналу за 13 січня 2016. Процитовано 14 січня 2016.
11. ↑  The Remains of the Day (1993) (англ.). AllMovie. Архів оригіналу за 21 січня 2015. Процитовано 14 січня 2016.
12. 1 2  The Remains of the Day: Full Cast & Crew (англ.). Internet Movie Database. Архів оригіналу за 13 квітня 2016. Процитовано 14 січня 2016.
13. ↑  The Remains of the Day (англ.). Rotten Tomatoes. Архів оригіналу за 28 листопада 2020. Процитовано 14 січня 2016.
14. ↑  The Remains of the Day (англ.). Internet Movie Database. Архів оригіналу за 29 січня 2016. Процитовано 14 січня 2016.
15. ↑  The Remains of the Day (англ.). Metacritic. Архів оригіналу за 6 квітня 2016. Процитовано 14 січня 2016.
16. ↑  The Remains of the Day: Awards (англ.). Internet Movie Database. Архів оригіналу за 3 лютого 2016. Процитовано 14 січня 2016.